# Liste der Bodendenkmale in Lütjenholm
In der Liste der Bodendenkmale in Lütjenholm sind die Bodendenkmale der Gemeinde Lütjenholm nach dem Stand der Bodendenkmalliste des Archäologischen Landesamts Schleswig-Holstein von 2016 aufgelistet.
| Denkmal-ID           | Befundart          | Bezeichnung                        | Zeitstellung                            | Lage | Bemerkungen | Bild |
| -------------------- | ------------------ | ---------------------------------- | --------------------------------------- | ---- | ----------- | ---- |
| aKD-ALSH-Nr. 001 342 | Befestigung > Wall | Landwehr/Wall/Schanze/Panzergraben | Frühgeschichte, Neuzeit, Zeitgeschichte |      |             |      |